# 보더랜드 (2024년 영화)
"보더랜드"(영어: Borderlands)는 2024년 개봉한 미국의 SF 액션 코미디 영화이다. 일라이 로스가 감독을 맡았으며, 동명 비디오 게임 시리즈을 원작으로 한다.

## 출연
- 케이트 블란쳇 - 릴리스
- 케빈 하트 - 롤런드
- 잭 블랙 - 클랩트랩
- 제이미 리 커티스 - 퍼트리샤 태니스 박사
- 아리아나 그린블랫 - 타이니 티나
- 플로리안 문테아누 - 크리크
- 헤일리 베넷 - 릴리스 엄마
- 에드가르 라미레스 - 아틀라스
- 올리비에 리히터스 - 크롬
- 저니나 거반카 - 녹스 사령관
- 지나 거숀 - 매드 목시
- 샤이엔 잭슨 - 제이컵스
- 찰스 바발롤라 - 해머록
- 벤저민 바이런 데이비스 - 마커스
- 스티븐 보이어 - 스쿠터
- 리안 레드먼드 - 엘리
- 보비 리 - 래리

## 참고 사항
- 캐스팅은 원작에 맞췄다기 보다는 그냥 일라이 로스나 잭 블랙과 친분이 있는 배우들로 구성됐다. 예고편상 1~2편을 섞은 내용을 다루면서 1편 기준 20대였던 릴리스 역을 50대인 케이트 블란쳇이 연기한다던가 등이 대표적. 케이트 블란쳇은 일라이 로스와 이번이 2번째 협업이다. 때문에 연기력이라면 두 말할 필요없는 배우들이 캐스팅 되었음에도 게이머들 사이에서 캐스팅에 대한 반발이 거세었다.

## 같이 보기
- 비디오 게임을 원작으로 한 영화 목록